# Club Deportivo Amboro
O Club Deportivo Amboro é um clube de futebol boliviano, sediado na cidade de Santa Cruz de la Sierra. Hoje encontra-se disputando as competições filiada Asociación Cruceña de Fútbol (ACF), que é filiada a Federação Boliviana de futebol (FBF), que é membro da CONMEBOL e FIFA .
Foi fundado em 17 de setembro de 1964, no Barrio Amboro.
O club foi comprado recentemente neste ano 2019 por um grupo de investidores encabeçado pelo presidente o Eng. Freddy Arouca, que vem transformando a visão de forma profissional e empreendedora do Club Deportivo Amboro, focando seus trabalhos nas divisões de base e elenco profissional.